# هنري غريدي ويفر
هنري غريدي ويفر (بالإنجليزية: Henry Grady Weaver)‏ هو كاتب أمريكي، ولد في 23 ديسمبر 1889، وتوفي في 3 يناير 1949.